# 다카기 진자부로
다카기 진자부로(일본어: 高木 仁三郎: 1938년 7월 18일 - 2000년 10월 8일)는 일본의 물리학자다. 전공은 핵화학. 군마현 마에바시시 출신, 군마현립 마에바시고등학교, 도쿄대학 이학부 화학과 졸업, 도쿄대학 이학박사.
정부와 원자력업계로부터 독립된 싱트캥크인 원자력자료정보실을 설립해 그 대표를 역임했다. 원자력발전의 지속불가능성, 플루토늄의 위험성 등을 경고했다. 특히 지진 시 원전의 위험서를 예견하고 대책의 필요성을 선구적으로 호소했으며, 1980년대 일본 탈원전 운동의 상징적 인물이었다.
나리타 국제공항 건설 반대운동에도 참여한 바 있다.